# Bela Gold
Bela Gold (Tucumán, 1955) es una artista plástica feminista, ganadora de la medalla al Mérito Universitario de la Universidad Autónoma Metropolitana. Pertenece al Museo de Mujeres Artistas Mexicanas.

## Biografía
Estudió la licenciatura en Bellas Artes (Bachellor of Fine Arts) en la Academia Bezalel de Arte y Diseño en Jerusalén. Es maestra en Artes Visuales por la Universidad Nacional Autónoma de México y doctora en Diseño y Artes Visuales por la Universidad Autónoma Metropolitana, cursa el posdoctorado en Teoría Crítica en 17, Estudios Críticos y Psicoanálisis.
Es profesora e investigadora en la UAM Azcapotzalco y asesora de la Dirección General de Asuntos Culturales de la Secretaría de Relaciones Exteriores.

## Obra
En su obra se plasma la lucha contra la intolerancia, la xenofobia y el racismo; utilizando la experimentación técnica y elementos de huecograbado, dibujo, collage, intaglio y técnicas mixtas, neográfica, grabado autónomo, así como arte conceptual en medios electrónicos como dibujo expandido, bordado electrónico, dibujo y gráfica sobre tela en gran formato.

En palabras de Karen Cordero:
El trabajo de Bela Gold asombra por su belleza de factura y por lo ominoso de sus fuentes. A partir de las imágenes de documentos vinculados con el Holocausto, huellas de presencias individuales humanas desaparecidas, produce objetos que transmutan su materialidad a nivel formal. Utiliza medios tradicionales y nuevas tecnologías, para resignificar las grafías, grafismos y rostros que conllevan una memoria de lo indecible, permitiendo una convivencia estética con ellos que desata una vinculación ante todo a partir de texturas y colores.
Aunque su punto de partida conceptual es la ausencia, la obra de Bela parte del cuerpo y los sentidos, el elemento básico de la presencia. Sus soportes—piedra, papel, carnaza, madera de reuso, cuero--nos remiten a la naturaleza y a la riqueza de la experiencia sensorial que permite, a la vez que evocan la inscripción del tiempo en la materia, combinando sofistica- dos procedimientos de manipulación digital con elementos y procesos artesanales. La disposición en el espacio y las dimensiones de su producción exigen además una involucración de todo el cuerpo: no sólo la vista sino el tacto y el movimiento en el espacio. 
En 2008, es seleccionada por la Fundación Jumex para participar en la serie Arte en Construcción, del Canal 22.
Su producción artística se encuentra en museos y colecciones de México, Israel, Estados Unidos, Brasil, El Vaticano, Argentina, Alemania, República. Checa, Inglaterra, Colombia, y Ecuador.

## Exposiciones

### Individuales
- El libro de la memoria en el Museo Nacional de la Estampa
- Exposición individual en el Festival Internacional Cervantino en 2008
- Exposición individual en el Museo Nacional de la Estampa en 2012
- Exposición individual en el museo del Holocausto de Buenos Aires
- Exposición individual en la Universidad de Tel Aviv.

### Colectivas
Ha participado en más de cien exposiciones colectivas, destacan:
- Wondering library, en la Bienal de Venecia en 2003, 2005 y 2009
- Estudio de Trazo en el Museo De Arte Moderno en 2014
- Artistas en defensa de la fauna, en el Museo Tamayo

## Reconocimientos
- Reconocimiento PROMEP-SEP al perfil y trayectoria para el período 2001-2004,2004- 2008 y 2012- 2015
- Artista honoraria del Taller Gráfica Digital del Centro Multimedia en el Centro Nacional de las Artes
- Primer Lugar en Gráfica/Grabado; y mención honorífica en la 2a. Bienal Nacional de Pintura y Grabado Alfredo Zalce,Michoacán
- 2010. Medalla al Mérito Universitario, otorgada por la Universidad Autónoma Metropolitana
- 2000. Gran Premio Omnilife, Guadalajara, Jalisco.
- 1992. Premio en Pintura en la Primera Bienal Nacional de Pintura Nestlé, México
- 1985. Premio en Pintura en la Bienal Monte Sinaí
- 1975. Mención Honorífica en Técnicas Gráficas y Pintura, Sharet Foundation for Young Artists, Israel
- 1975. Mención Honorífica en el premio al Grabado Herman Sctruck, en Israel
- Mención en pintura y dibujo. Helena Rubinstein Foundation. Israel

### Becas
- Becaria del Sistema Nacional de Creadores del Fondo Nacional para la Cultura y las Artes, para el intercambio de Residencias Artísticas México-Canadá, en el Banff Center for the Arts
- 2012-2015. Miembro del Sistema Nacional de Creadores de Arte
- 2004-2007 y 2001-2004. FONCA, en el Área de Artes Visuales
- 1973. Beca y Mención para gráfica de la Fundación Beit Haomanin for Young Artists, Israel
- 1972-1975. Beca Artists House Foundation, Israel.

## Publicaciones
- Palabra y Silencio, editado por la Universidad Autónoma Metropolitana[6]
- Una visión artística posible, editado por Tribuna Israelita de México - UAM
- Elogio al espacio, intervenciones escultóricas, editado por UAM-México[7]